# Thémis (fragata de 1799)
O Thémis  foi uma fragata de 40-canhões da classe Coquille da marinha francesa.
Ela tomou parte da Batalha do Cabo Finisterre e da Batalha de Trafalgar. Na Batalha de Trafalgar foi comandada pelo capitão Jugan. Após a batalha, ela levou o Principe de Asturias no reboque para a segurança em Cadiz.
Em 26 de fevereiro de 1806 ela tomou parte da Expedição La Meillerie. Nesta expedição a Thémis velejou de Cádiz fazendo parte do esquadrão comandado pelo capitão La Marre La Meillerie, consistindo também das fragatas Hermione, Hortense, Rhin e o brigue Furet. O Furet foi capturado pelo HMS Hydra ao passo que o restante do esquadrão abandonou o combate.
Em janeiro de 1808 ela navegou no atlântico antes de reentrar no Mediterrâneo. Tendo passado Gibraltar em 17 março, a fragata Thémis junto com a Penélope velejaram e ancoraram em Toulon. De lá, ela foi encarregada de atravessar suprimentos para Corfu, juntamente com a fragata Pauline. Ela ficou presa lá e eventualmente foi apreendida pelos britânicos quando capturaram a ilha.